# Brahmavihara
Las cuatro Brahmavihāras son una serie de prácticas de meditación diseñadas para cultivar las virtudes (y con ello igualmente seguir el Dharma).
Brahmavihāra es un término en pali y sánscrito que significa "Actitudes sublimes". También se los conoce como las "Cuatro Actitudes Inconmensurables" (Sánscrito: apramana).
La misma lista puede encontrarse también en los Yoga Sutras de Patañjali (1.33)
Según el Metta Sutta, el Buda Shakyamuni sostuvo que el cultivo de las Brahmavihāras tiene el poder de hacer renacer en un reino de Brahma (Pali: Brahmaloka). Son cuatro:
1. Bondad amorosa (maitri o metta),
2. Compasión (karuna)
3. Alegría empática o solidaria (mudita), y
4. Ecuanimidad (upekkha o upekṣā).

Estas virtudes son también muy consideradas por los budistas como poderosos antídotos a los estados mentales negativos (no virtudes), como la avaricia, la ira, el orgullo y así sucesivamente.